# Erdbeben in Tibet 2025

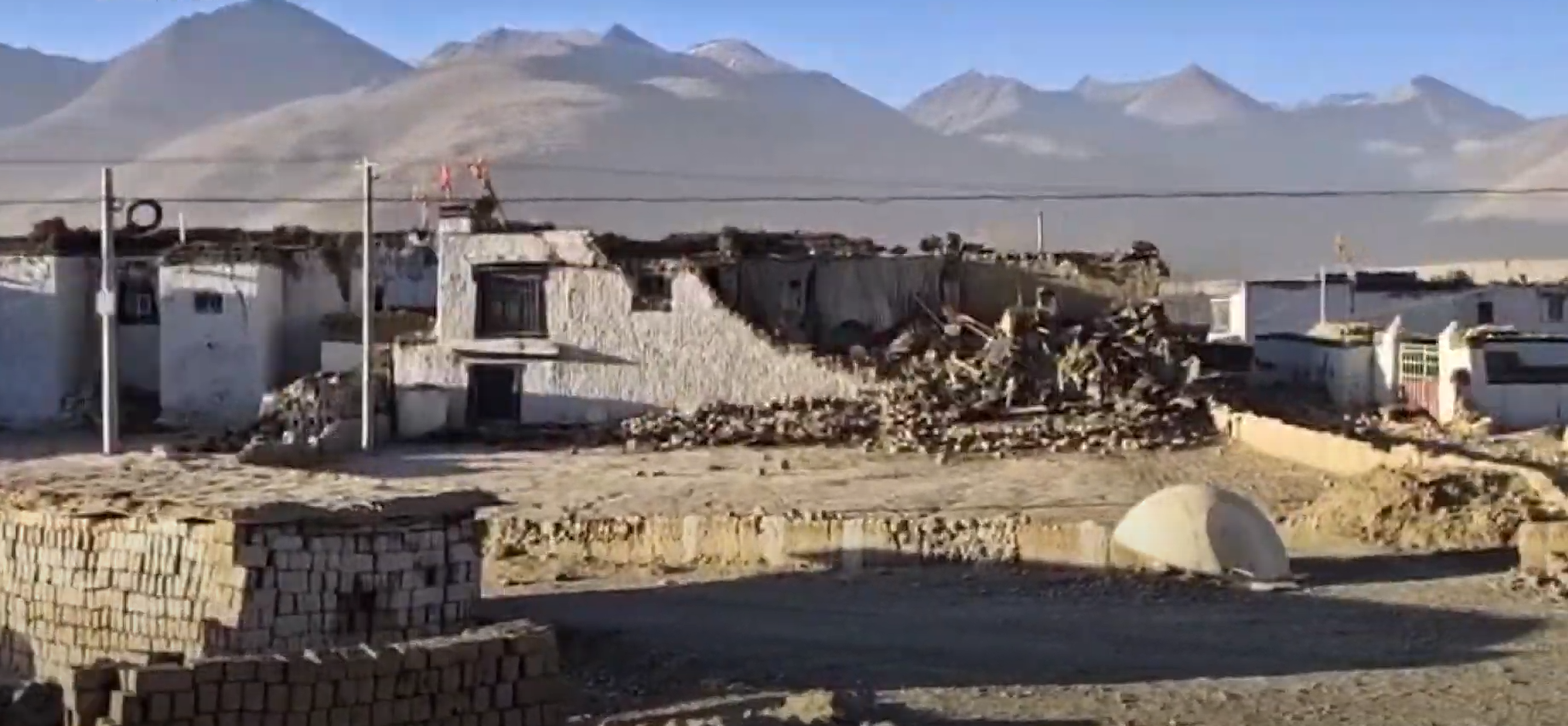
Beschädigte Häuser nach dem Erdbeben

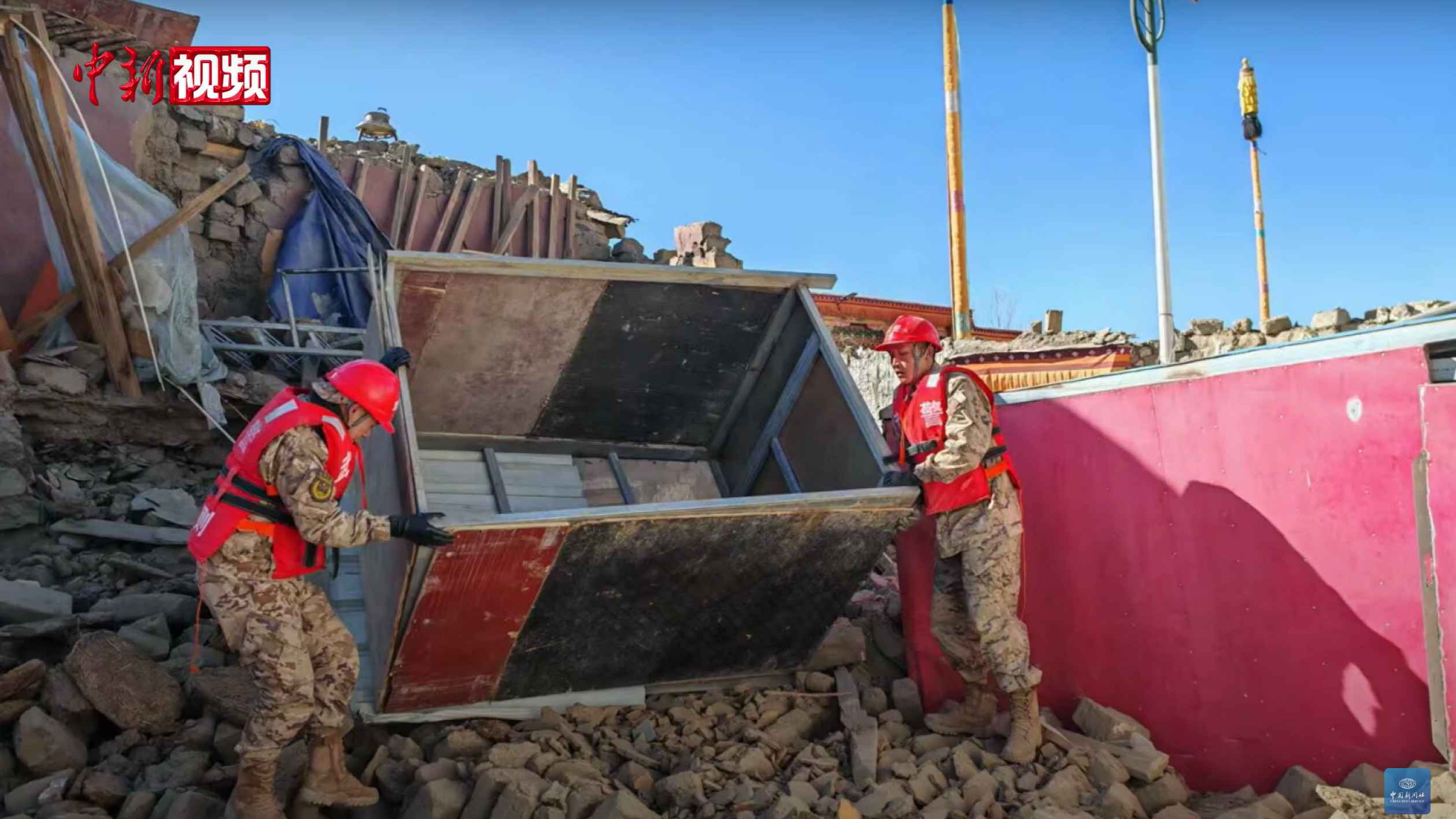
Helfereinsatz in Shigatse

Das Erdbeben in Tibet 2025 war ein starkes Erdbeben, das sich am 7. Januar 2025 um 09:05 CST (UTC+8) in Tibet im Südwesten Chinas ereignete. Das Beben hatte eine Magnitude von 7,1 Mw (nach chinesischen Angaben 6,8 Ms) und forderte mindestens 126 Todesopfer, während 188 Menschen verletzt wurden.

## Geologische Daten
Das Epizentrum des Erdbebens lag im Kreis Tingri, etwa 400 Kilometer westlich der tibetischen Hauptstadt Lhasa, in der Nähe des Mount Everest. Das Hypozentrum befand sich in einer Tiefe von etwa 10 Kilometern. Die Region ist aufgrund ihrer Lage an der Kollisionslinie der indischen und eurasischen tektonischen Platten besonders anfällig für Erdbeben.

## Auswirkungen
Nach offiziellen Angaben forderte das Erdbeben mindestens 126 Menschenleben und verletzte 188 Personen, teilweise schwer. Die Zahl der beschädigten oder zerstörten Häuser wurde mit über 3.600 beziffert.
Die Strom- und Wasserversorgung in der betroffenen Region war zeitweise unterbrochen.
Das Beben war in einem weiten Umkreis zu spüren. Die Erschütterungen wurden bis in die etwa 400 Kilometer entfernte nepalesische Hauptstadt Kathmandu wahrgenommen, wo Anwohner aus Angst ihre Häuser verließen. Auch in Bhutans Hauptstadt Thimphu und im nordindischen Bundesstaat Bihar waren die Erdstöße spürbar.

## Rettungsmaßnahmen
Unmittelbar nach dem Beben entsandten die chinesischen Behörden Hilfstrupps in das Katastrophengebiet. Etwa 1.500 Rettungskräfte, darunter auch Militärangehörige, wurden in die Region verlegt. Die Behörden stellten Hilfsgüter wie warme Kleidung, Nahrungsmittel, Trinkwasser und Zelte zur Verfügung.
Die Rettungs- und Bergungsarbeiten wurden durch die abgelegene Lage des Epizentrums und die extremen Wetterbedingungen mit Temperaturen von bis zu minus 16 Grad Celsius in der Nacht erheblich erschwert.

## Historischer Kontext
Das Erdbeben in Tibet 2025 reiht sich in eine Serie von schweren Erdbeben in der Region ein. Das letzte verheerende Beben dieser Stärke ereignete sich 2015 in Nepal und forderte rund 9.000 Todesopfer.
Eine Studie von 2010, die im Geophysical Journal International veröffentlicht wurde, gab an, dass sich während der vergangenen 43 Jahre 85 Prozent des seismischen Momentums innerhalb einer Abschiebung in einer Höhe von mehr als 5 km über dem Meeresspiegel ereignen. Das könnte darauf hindeuten, dass Abschiebungserdbeben abhängig sind vom Potential der Gravitationsenergie, um diese Erdbeben auszulösen.
- Informationen zum Erdbeben (Stand 8. Januar 2025, englisch)

## Internationale Reaktionen und Berichterstattung
Das geistliche Oberhaupt der Tibeter, der Dalai Lama, der im indischen Exil lebt, äußerte seine Trauer über das Ereignis. Die internationale Berichterstattung war aufgrund der strengen Kontrolle der chinesischen Regierung über Tibet eingeschränkt, und ausländische Medien waren größtenteils auf Informationen der chinesischen Staatsmedien angewiesen.